# 美馬順三
美馬 順三（みま じゅんぞう、寛政7年（1795年） - 文政8年6月11日（1825年7月26日））は、江戸時代後期の蘭学者。阿波国羽浦（現徳島県阿南市羽ノ浦町）出身。

## 生涯
美馬茂則の次男として阿波国羽浦で生まれる。名は茂親、号は如柳。
文政6年（1823年）に来日直後のシーボルトに入門し鳴滝塾の塾頭となる。その際に賀川玄悦の『産論』や石坂宗哲の『鍼灸知要一言』などの要旨を蘭訳してシーボルトに提出した。またシーボルト著書の『日本』古代史編の史料は、順三提出の蘭文「日本書紀神武天皇紀」によるといわれる。
文政8年6月11日（1825年7月26日）、流行していたコレラに罹患して病没。墓碑は長崎県長崎市の大音寺と徳島県阿南市羽ノ浦町岩脇にある。